# La Voix des autres
Pour plus de détails, voir Fiche technique et Distribution.
La Voix des autres (The Voice of Others en anglais) est un court métrage de fiction français, réalisé par Fatima Kaci dans le cadre de ses études à La Fémis.
Sélectionné à La Cinef, à Cannes, elle reçoit le Lights on Women Awards en 2023,,.

## Réalisatrice
Fatima Kaci est une scénariste et réalisatrice française, née en 1992 de parents algériens. Formée à la Fémis, elle écrit et réalise en 2021 le documentaire Terre d'Ombre (38 min). En 2022, le court-métrage Pièces détachées (26min) et en 2023, le court-métrage La voix des autres (30min).

## Distinctions

### Récompenses
- 2023 : Prix Lights On Women de L'Oréal Paris 2023[3] qui récompense durant le Festival de Cannes chaque année une jeune réalisatrice dont le court-métrage a été sélectionné dans une catégorie du festival[8]. Le prix a été remis par l'actrice Kate Winslet pour la troisième année consécutive.
- 2024 : Mention spéciale du jury de la compétition nationale du festival du court-métrage de Clermont-Ferrand.
  - Prix d'interprétation  du jury de la compétition nationale du festival du court-métrage de Clermont-Ferrand à Amira Chebli.
  - Prix du public de la compétition internationale de courts métrages du festival international War on Screen à Châlons-en-Champagne.

### Sélections
- 2023 : La Voix des autres a été sélectionné à la Cinéfondation (sélection d'œuvres de réalisateurs débutants se faisant en parallèle du festival de Cannes[9].